# Ribs (bær)
 For alternative betydninger, se Ribs. (Se også artikler, som begynder med Ribs)
Ribs er et bær med en syrligt-bitter smag og indeholder store mængder af pektin, der gør dem velegnede til gelé og syltning.  
Ribs har desuden et højt indehold af A- og C-vitamin. 
Ribs kan desuden presses til saft, ligesom ribssaft indgår i nogle opskrifter på rødkål. 